# موريس ر. غرينبيرغ
موريس ر. غرينبيرغ (بالإنجليزية: Maurice R. Greenberg)‏ هو مسير أعمال وشخصية أعمال أمريكي، ولد في 4 مايو 1925 في نيويورك في الولايات المتحدة.

## وصلات خارجية
- موريس ر. غرينبيرغ على موقع مونزينجر (الألمانية)
- موريس ر. غرينبيرغ على موقع إن إن دي بي (الإنجليزية)